# Catherine Ouedraogo
Catherine Ouedraogo (* 1. Februar 1962 in Réo) ist eine burkinische Frauenrechtlerin. Sie leitet seit 2005 die Zufluchtsstelle der Fondation Cardinal Émile Biayenda (FOCEB; deutsche Übersetzung: „Stiftung des Kardinals Émile Biayenda“) in Ouagadougou. Die Zufluchtsstelle nimmt Mädchen im Alter von 12 bis 18 Jahren auf, die Opfer von Vergewaltigung, Frühehe, Zwangsehe und ungewollter Schwangerschaft sind. Zwischen 2001 und 2009 hat die Zufluchtsstelle mindestens 209 Mädchen und ihre 168 Kinder aufgenommen, die entweder dort geboren wurden oder zusammen mit ihrer Mutter aufgenommen wurden.

## Leben
Catherine Ouedraogo war im Umweltschutz aktiv. An der Seite von Amnesty International setzten sie und FOCEB sich zudem für die Rechte von Mädchen in Burkina Faso ein. Dies geschah im Rahmen der Kampagne „My Body, My Rights“ (Übersetzung: „Mein Körper, meine Rechte“), die sich auf Früh- und Zwangsehe sowie unzureichenden Zugang zu Verhütungsmitteln konzentrierte.

## Auszeichnung
Catherine Ouedraogo erhielt 2009 den Laureates-Preis der Organisation Women’s World Summit Foundation (WWSF). Er wurde ihr ausgehändigt für die Mobilisierung der ländlichen Ost-Zentral Quada Region in Burkina Faso. Ihr Einsatz führte dazu, dass innerhalb kurzer Zeit außerordentliche Resultate erzielt wurden. Unter ihren Errungenschaften sind die pädagogischen Trainingsmethoden für die lokale Herstellung von Seife zu nennen. Sie ist außerdem verantwortlich für die Schulanmeldung einer Vielzahl von Mädchen.